# Stellan Hermansson
Stellan Olof Hermansson, född 18 december 1957 i Vadstena församling, Östergötlands län, är en svensk vänsterpartist.
Hermansson var förbundsordförande för Kommunistisk Ungdom (nuvarande Ung Vänster) 1980-1989. Han uppmärksammades 1988 då han greps av militärpolis i Filippinerna i samband med ett besök i ett gerillaläger. Han satt fängslad i drygt två månader anklagad för omstörtande verksamhet innan han släpptes.
Hermansson satt under en period i partistyrelsen för Vänsterpartiet. Efter att folkomröstningen 1994 ledde till att Sverige gick med i Europeiska unionen deltog Hermansson i förhandlingarna där de nordiska vänsterpartierna sökte en gemensam partigrupp i EU-parlamentet, vilket ledde till skapandet av GUE/NGL. Han var senare vice generalsekreterare för GUE/NGL, till 2006. Under perioden 2006 till 2011 arbetade han för Irish Congress of Trade Unions som sekreterare för internationell solidaritet.
Hermansson är uppväxt i Vilhelmina. Han studerade på Roskilde universitet.